# 10号州际公路加利福尼亚州段
10号州际公路（英語：Interstate 10, I-10）加利福尼亚州段是南加州地区东西方向的一条主要高速公路，从西到东依次连接了圣莫尼卡、洛杉矶、聖貝納迪諾縣及亚利桑那州边界。在洛杉矶地区，该公路的东西两段分别称为圣莫尼卡高速公路（Santa Monica Freeway）、圣贝纳迪诺高速公路（San Bernardino Freeway），二者通过东洛杉矶交流道一小段5号州际公路连接。